# 비제프 우치
RTS 비제프 우치(RTS Widzew Łódź)는 폴란드의 축구 클럽으로, 우치를 연고지로 한다. 2012-13 시즌에서 엑스트라클라사에 참가하고 있다.

## 선수 명단

### 현역
참고: FIFA 자격 규정에 따라 소속된 국가대표팀 국기를 표시합니다. 선수는 복수의 FIFA 비회원국 국적을 가지고 있을 수 있습니다.
| 번호 | 포지션 | 국적                  | 이름              |
| ---- | ------ | --------------------- | ----------------- |
| 2    | DF     | 포르투갈              | 루이스 실바       |
| 6    | MF     | 알바니아              | 율잔 셰후         |
| 9    | FW     | 보스니아 헤르체고비나 | 이마드 론디치     |
| 10   | MF     |                       | 프란 알바레스     |
| 15   | DF     |                       | 후안 페르난데스   |
| 25   | MF     | 체코                  | 마렉 하누세크     |
| 37   | MF     |                       | 제바스티안 케르크 |
| 44   | MF     |                       | 노아 딜리베르토   |

| 번호 | 포지션 | 국적     | 이름            |
| ---- | ------ | -------- | --------------- |
| 62   | DF     | 코소보   | 리림 카스트라티 |
| 92   | MF     | 포르투갈 | 파비오 누네스   |

## 역대 감독
| 감독                      | 임기      |
| ------------------------- | --------- |
| 프란치셰크 스무다         | 1995~1998 |
| 그제고시 라토             | 1999      |
| 프란치셰크 스무다         | 2002      |
| 프란치셰크 스무다         | 2003      |
| 프란치셰크 스무다         | 2004      |
| 스테판 마예프스키         | 2004~2006 |
| 파베우 야나스             | 2009~2010 |
| 프란치셰크 스무다         | 2017~2018 |
| 라도슬라우 므로츠코우스키 |           |
| 다니엘 미슬리비에츠       |           |

## 같이 보기
- UEFA 챔피언스리그

틀:비제프 우치
틀:비제프 우치 감독